# L'Univers de Morris
Pour un autre album de Lucky Luke, voir La Corde au cou (Lucky Luke).
L'Univers de Morris est un ouvrage, paru pour la première fois en novembre 1988 aux éditions Dargaud, consacré à l'œuvre du dessinateur de bandes dessinées Morris et tout particulièrement à sa création majeure : Lucky Luke.
Cet album de 128 pages contient des interviews, informations, bibliographies et près de soixante pages de bandes dessinées inédites, dont trente-huit consacrées à 9 histoires courtes de Lucky Luke : Grabuge à Pancake Valley, Lucky Luke et Androclès, Sérénade à Silvertown, Voleurs de Chevaux, Le Chemin du crépuscule, Arpèges dans la vallée, Paradise Gulch, Vas-y, Ran tan plan!, Un Lapon au Canada.